# Sint-Trudokerk (Helchteren)

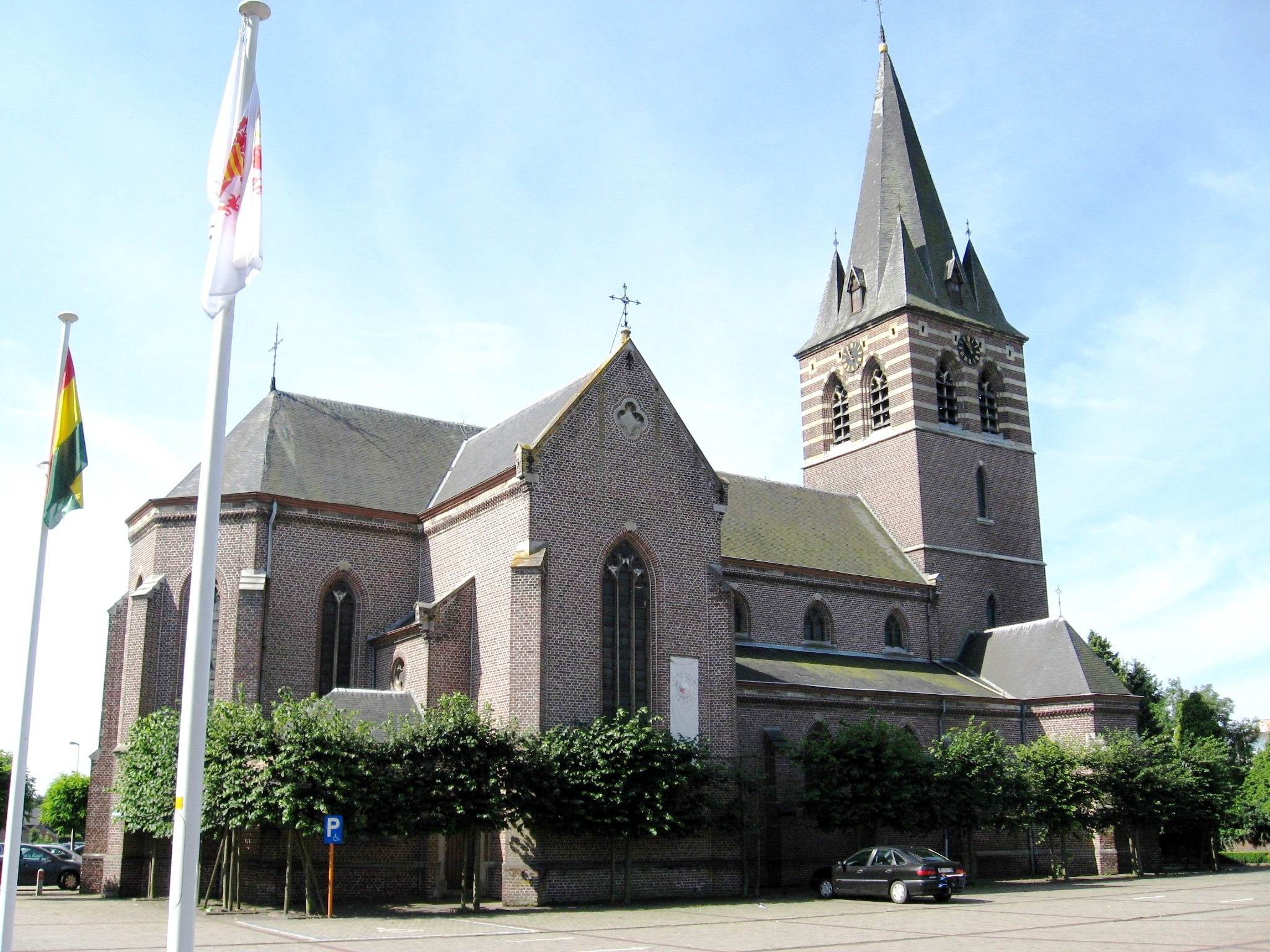
Sint-Trudokerk

De Sint-Trudokerk is de parochiekerk van Helchteren in de Belgische provincie Limburg. De kerk is gelegen aan het Sint-Trudoplein.

## Geschiedenis
De oudste vermelding van een kerk te Helchteren stamt van 1178. Deze kerk was mogelijk van hout. Ze werd in 1365 platgebrand door ridder Hendrik van Halbeek die een oorlogje met de Abt van de Abdij van Sint-Truiden uitvocht. Een nieuwe, stenen, kerk werd gebouwd. Reeds in 1400 was sprake van een altaar gewijd aan Onze-Lieve-Vrouw. In 1500 werd een toren in kalksteen en baksteen opgericht. In 1536 was er ook sprake van een altaar dat gewijd was aan de Heilige Lucia en Sint-Joris; in 1558 kwam daar nog een Sint-Anna altaar bij.
In 1887 werd deze kerk bouwvallig bevonden en in 1890 begon men met de sloop van schip en koor van de oude kerk, en de bouw van een nieuwe, neogotische kerk. Architect was Hyacinth Martens uit Stevoort. De stenen werden in een speciaal daartoe opgerichte steenoven gebakken uit lokale leem. Het hoofdaltaar werd in 1895 besteld bij het atelier van Jan Custers, evenals de communiebanken, welke echter in 1970 verdwenen. In 1897 werd de nieuwe kerk ingezegend.
In 1909 werd ook de toren bouwvallig bevonden. Deze werd verhoogd en ook het schip werd vergroot, waarbij men in aanmerking nam dat de bevolking, door de zich ontwikkelende steenkoolmijnen, in de nabije toekomst snel zou toenemen.

## Interieur
Het interieur is grotendeels neogotisch. Het liep tijdens de Tweede Wereldoorlog enige schade op.
De kerk bezit een aantal beelden die uit de oude kerk afkomstig zijn, zoals een eikenhouten Sint-Trudobeeld van omstreeks 1525, dat een bewogen geschiedenis kent: In 1969 werd het verkocht aan een antiquair, later teruggegeven, in 1982 gestolen en ook weer teruggevonden. Ook is er een laatgotisch beeld van Sint-Anna-ten-Drieën, en zijn er een aantal andere, gepolychromeerde heiligenbeelden, alle uit de eerste helft van de 16e eeuw.
Dan zijn er twee laatbarokke poriekaltaren, twee eikenhouten biechtstoelen in rococo- en Lodewijk XVI-stijl, vervaardigd door Hubertus Stesmans uit Zonhoven, een doopvont in Lodewijk XVI-stijl, en een hardstenen bekken van een doopvont uit de 12e eeuw.
Het orgel, gebouwd door Pereboom & Leyser, werd gebouwd van 1884-1886.